# Kanton Bielefeld
Der Kanton Bielefeld war eine Verwaltungseinheit im Distrikt Osnabrück des Departements der Weser im Königreich Westphalen von 1807 bis 1813 zur Zeit Napoléon Bonapartes. Nach der Annexion der Gebiete westlich der Weser durch das Kaiserreich Frankreich gehörte der Kanton von 1812 bis 1813 zum Departement der Fulda. Hauptort des Kantons und Sitz des Friedensgerichts war Bielefeld. Der Kanton umfasste als Munizipalität nur die Stadt Bielefeld.